# Alisols

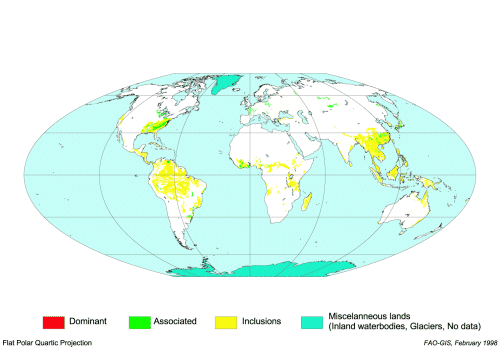
Bản đồ phân bố đất Alisols

Alisols là tên một nhóm đất theo Cơ sở Tham chiếu Toàn cầu về Tài nguyên Đất (WRB).
Những đặc tính của nhóm đất này bao gồm việc sở hữu một tầng argic (tích sét), có khả năng trao đổi cation đặc trưng; một vùng chủ yếu mang những tính chất của tầng alic nằm ở độ sâu từ 250 mm đến 1000 mm tính từ bề mặt đất; và không có tầng chẩn đoán nào ngoài các tầng ochric, umbric, albic, andic, ferric, nitic, plinthic và vertic.
Nói đơn giản, Alisols là loại đất thoát nước kém do có một lớp sét dày dưới bề mặt, khiến tập trung một hàm lượng cao ion nhôm quanh vùng rễ cây.
Đất này cũng có những dạng hỗn hợp, như "Gleyic Alisols", là loại Alisols chính, nhưng vẫn chứa một số thành phần có ở đất Gleysols.
Alisols hiện diện chủ yếu ở vùng khí hậu nhiệt đới và cận nhiệt đới ẩm, dù cũng xuất hiện đôi chỗ tại những cảnh quan không bị đóng băng ở cực Bắc vùng Brittany, Pháp. So sánh với Acrisols và Ferralsols, Alisols có nhiều sét hoạt động hơn, và có khả năng tìm thấy trên những địa hình trẻ hay những vùng tích cực hoạt động địa chất như Kyushu và Chugoku.

## Khả năng sử dụng trong nông nghiệp
Alisols có tính axit (tăng axit hóa do thoát nước kém), vì vậy nên bón vôi, bổ sung dinh dưỡng và bón phân để cải tạo đất, và vì thiếu sự liên kết bề mặt nên đất Alisols cũng dễ bị rửa trôi.
Nhôm và mangan độc là vấn đề nghiêm trọng của đất Alisols, bởi độ pH thấp của đất sẽ khiến các kim loại không hòa tan trở nên hòa tan và có thể gây độc cho cây trồng. Bách khoa toàn thư Britannica cho biết cọ dầu, bông và ngô là những loại cây trồng thích hợp cho đất Alisols, dù phải thực hiện việc thụ phấn rất nghiêm ngặt mới có thể đảm bảo được hiệu quả sản xuất lâu dài.